# Тайбе
Тайбе (араб. الطيبة, івр. טייבה) — місто в Ізраїлі. Розташоване за дванадцять кілометрів на північний схід від Кфар-Сава. Статус міста отримано 1990 року. Місто займає площу приблизно 19 км². Тайбе розташований в невеликому трикутнику, регіоні, в якому ізраїльтяни-араби складають більшість жителів.